# Nonsan
Nonsan es una ciudad de la provincia de Chungcheong del Sur en Corea del Sur.
La base de la economía es la agricultura, especialmente del arroz, pero también de las fresas y de las peras. 
Hay tres universidades: Konyang University (https://web.archive.org/web/20051025165309/http://www.konyang.ac.kr/english/), fundado en el año 1991; Geumgang University (http://www.geumgang.ac.kr/english/index.html), fundado en el año 2004; y Hanmin University (https://web.archive.org/web/20070129080601/http://www.hanmin.ac.kr/).
El nombre significa campo(s) de arroz (논 /non/) y monte(s) (산 /san/) porque hay muchos campos de arroz en el valle y hay montes alrededores.
- Datos: Q42088
- Multimedia: Nonsan / Q42088